# Самора, Оскар
Оскар Самора Мединасели (исп. Óscar Zamora Medinaceli, он же «Мотете», «Команданте Роландо»; 20 января 1934 — 17 ноября 2017) — боливийский политик и юрист. Студенческий активист-коммунист в молодости и лидер неудавшегося маоистского повстанческого движения в 1970-х годах, Самора Мединасели стал сенатором, министром, мэром, послом и префектом.

## Студенческий активист
Самора Мединасели родился в Таридже и пришёл в политику благодаря активному участию в студенческом движении. В 1951 году он стал исполнительным секретарем Федерации старшеклассников Тарихи. С 1954 по 1958 год занимал должность исполнительного секретаря местной Университетской федерации Тарихи. Он также был основателем и лидером Коммунистической молодежи Боливии (комсомола при местной компартии). В 1954 году он стал учредителем и председателем Гражданского молодежного комитета Тарихи. В итоге, он дошёл до поста исполнительного секретаря Университетской конфедерации Боливии — общенационального студенческого движения. С 1961 по 1964 год он находился в Праге, работая в штаб-квартире Международного союза студентов.

## Раскол в коммунистической партии
Во время своего пребывания в Чехословакии Самора Мединасели установил тесные связи с китайскими коммунистами. По возвращении в Боливию он сформировал оппозиционную тенденцию внутри Коммунистической партии Боливии вместе с Раулем Руисом Гонсалесом и Луисом Арратиа. Группа Оскара Саморы была исключена из Коммунистической партии в августе 1964 года на втором съезде партии. Его последователи основали прокитайскую Коммунистическую партию Боливии (марксистско-ленинскую), которую он возглавил.

## Че в Боливии
Оскар Самора в 1960-е годы поддерживал контакты с Эрнесто Че Геварой и Режисом Дебре. Он входил в состав делегации CODEP (наряду с Гильермо Лорой и Лидией Гейлер Техадой) на Триконтинентальной конференции Латиноамериканской организации солидарности в Гаване в январе 1966 года, но был выслан с Кубы (его уличали в предательском поведении — что сначала обещал, а потом выступил против участия боливийцев в отряде Че). Тем не менее контакты Саморы Мединасели с кубинцами продолжались. Хотя Оскар Самора продолжал публично защищать партизанскую борьбу Че Гевары, однако КПБ (МЛ) в итоге так и не предоставила никакой конкретной поддержки усилиям его отряда. Отказ Саморы Мединасели поддержать инициативу Гевары в 1967 году оставался яблоком раздора между маоистами и геваристами в Латинской Америке в течение всех последующих лет. Сам боливийский маоист был подвергнут резкой критике со стороны Фиделя Кастро в его предисловии к «Боливийским дневникам» Гевары. В ответ Оскар Самора в 1968 году написал длинное опровержение, в котором заявил, что сам Гевара не обвинял их партию в предательстве, что КПБ (МЛ) не знала о прибытии Че в Боливию, но обсуждала планы вооруженного восстания во время визита на Кубу в 1964 году, когда Кастро якобы присоединился к «ревизионистам» во время латиноамериканской конференции коммунистических партий того же года.

## Повстанческое движение UCAPO
Под подпольным псевдонимом «Команданте Роландо» Оскар Самора возглавил нерегулярную повстанческую группу «Союз бедных крестьян» (UCAPO), которая начала боевые действия в районе Санта-Крус в 1970 году. UCAPO удалось интегрировать некоторые структуры Армии национального освобождения. Однако сам Самора Мединасели вместе с тремя другими боевиками UCAPO был схвачен рейнджерами в 1970 году. В арсенале захваченной группы были два револьвера и несколько брошюр Мао Цзэдуна. Поимка Саморы Мединасели нанесла серьезный удар по подпольной КПБ (МЛ). После задержания он был депортирован в Аргентину, однако вскоре вернулся в страну. После неудачной герильи он впоследствии объявил себя «социал-демократом» и сторонником парламентаризма.

## Лидер Революционного фронта левых
Оскар Самора стал сооснователем и председателем Революционного фронта левых, объединившего ряд радикальных левых сил страны — помимо его партии, это были организации левонационалистического, троцкистского и геваристского толка. Он несколько раз избирался в сенат Боливии: в 1979, 1982, 1989 и 1997 годах (в последний период его заместителем был Раймундо Ассефф Гомес). С 1986 по 1987 год он занимал пост президента сената Боливии. Он был мэром Тарихи в 1987—1989, 1994—1996 и 1996—1997 годах. С 1989 по 1992 год он был министром труда Боливии.
На президентских выборах 1993 года бывший леворадикальный партизан Оскар Самора Мединасели был кандидатом в вице-президенты бывшего праворадикального диктатора Уго Бансера. Это вызывало ещё большее удивление, поскольку именно под командованием Бансера он был депортирован из страны за организацию восстания UCAPO.
Самора Мединасели был кандидатом в мэры Тарихи на муниципальных выборах 1999 года и занял третье место с 16,64 % голосов.

## Позднейшая политическая карьера
В силу своих старых контактов с Компартией Китая Самора Мединасели был назначен послом Боливии в КНР, но затем отказался от этой должности, чтобы вернуться к политической жизни в Боливии и баллотироваться в качестве кандидата на выборах 2002 года, по итогу которых он был избран в Сенат в 2002 году.
В начале 2000-х он какое-то время занимал должность префекта департамента Тариха. Он снова был кандидатом в мэры Тарихи на муниципальных выборах 2004 года, заняв второе место с 13,8 % голосов.
В 2006 году он был избран в Боливийское учредительное собрание, но был вынужден покинуть его в сентябре 2007 года из-за эмболии.

## Семья
Оскар Самора Мединасели — дядя боливийского политика Хайме Пас Саморы. Он играл важную роль в формировании политических взглядов своего племянника — например, он во время учебы Паса Саморы в университете в Европе он устроил ему полугодичное пребывание в ходжаистской Албании. Когда Пас Самора стал президентом, он назначил дядю министром труда и социальной защиты.

## Смерть
Оскар Самора перенёс инсульт в августе 2017 года и два месяца находился в коме. Сенат Боливии почтил его память в сентябре 2017 года. Он умер 17 ноября 2017 года в своем родном городе Тариха. Правительство Тарихи объявило 90-дневный траур, свои соболезнования выразил президент Эво Моралес.